# Renno
Renno (en cors Rennu) és un municipi francès, situat a la regió de Còrsega, al departament de Còrsega del Sud. L'any 1999 tenia 77 habitants.

## Demografia
| 1962 | 1968 | 1975 | 1982 | 1990 | 1999 |
| ---- | ---- | ---- | ---- | ---- | ---- |
| 131  | 196  | 152  | 108  | 84   | 77   |

## Administració
| Període   | Identitat            | Partit | Qualitat |
| --------- | -------------------- | ------ | -------- |
| 2001-2008 | Joselyne Mattei Fazi |        |          |